# 二甲基二氯硅烷
二甲基二氯硅烷（化学式：Si(CH3)2Cl2）是一种有四面体分子结构的有机硅化合物，室温下为无色液体，会与水反应形成链状或环状的硅氧树脂。二甲基二氯硅烷在工业上主要作为二甲基硅氧烷或聚硅烷的前体而生产。

## 历史
1863年，查尔斯·弗里德尔和詹姆斯·克拉夫茨由二乙基锌和四氯化硅合成了第一个有机硅化合物四乙基硅烷。不过对有机硅化合物的研究则是直至弗雷德里克·基平与其学生通过四氯化硅与格氏试剂制备二氯硅烷（R2SiCl2）后才开始兴盛。
在1930年代，出于对更好的电机绝缘体和飞机引擎密封材料的需求，人们对有机硅材料的关注与日俱增，因此开始寻找大规模生产二甲基二氯硅烷的方法。为此通用电气、康宁公司和陶氏化工合资建立了陶康宁公司，专门从事研究生产有机硅化合物。在1941至1942年间，通用电气的化学家尤金·乔治·罗乔和德国的理查德·穆勒发现了一种可用于工业生产的二甲基二氯硅烷合成方法，使用硅与一氯甲烷在铜催化剂存在下直接合成。

## 制备
罗乔的直接合成法是将一氯甲烷输送过装有磨细的硅和氯化亚铜的加热管道，而现在工业上的方法是将磨细的硅放置在流化床反应器中，并用氧化亚铜催化，吹入一氯甲烷来合成二甲基二氯硅烷。
2 CH3Cl + Si → (CH3)2SiCl2
反应的机理尚不清楚，但铜催化剂是必需的。
该反应的副产物有CH3SiCl3、CH3SiHCl2和(CH3)3SiCl，可以通过分馏分离：
| 产物        | 产率 (%) | 沸点 (°C) |
| ----------- | -------- | --------- |
| (CH3)2SiCl2 | 80–90    | 70.0      |
| CH3SiCl3    | 5–15     | 65.7      |
| CH3SiHCl2   | 3–5      | 40.7      |
| (CH3)3SiCl  | 3–5      | 57.3      |

## 反应
二甲基二氯硅烷会发生水解形成链状或环状的硅氧树脂，聚合度取决于反应体系中的端基浓度，反应速率取决于试剂在水-有机相边界的转移，因此反应在湍流下效率最高，改变反应介质可以最大化特定产物的产率。
n(CH3)2SiCl2 + nH2O → [(CH3)2SiO]n + 2nHCl
m(CH3)2SiCl2 + (m+1)H2O → HO[Si(CH3)2O]mH + 2mHCl
二甲基二氯硅烷与甲醇反应生成二甲氧基二甲基硅烷：
(CH3)2SiCl2 + 2CH3OH → (CH3)2Si(OCH3)2 + 2HCl
二甲氧基二甲基硅烷的水解速率更慢，但没有盐酸副产物：
n(CH3)2Si(OCH3)2 + nH2O → [(CH3)2SiO]n + 2nCH3OH
二甲基二氯硅烷易水解，不宜在空气中使用，但可以通过胺化改善该问题：
(CH3)2SiCl2 + 4HN(CH3)2 → (CH3)2Si[N(CH3)2]2 + 2H2N(CH3)2Cl
二甲基二氯硅烷胺化后与二硅醇共聚会得到一种交替的聚合物：
n(CH3)2Si[N(CH3)2]2 + nHO(CH3)2SiSi(CH3)2OH → [-(CH3)2SiO(CH3)2SiSi(CH3)2O-]n + 2nHN(CH3)2
金属钠可聚合二甲基二氯硅烷，得到含Si-Si主链的低聚硅烷，如十二甲基环己硅烷 ：
6 (CH3)2SiCl2 + 12 M → ((CH3)2Si)6 + 12 MCl
该反应的副产物有聚二甲基硅烷和十甲基环戊硅烷，根据添加的二氯硅烷前体种类（如Ph2SiCl2）可以调整聚合物的性能。在有机合成中，Me2SiCl2和Ph2SiCl2被用作偕二醇的保护基。

## 应用

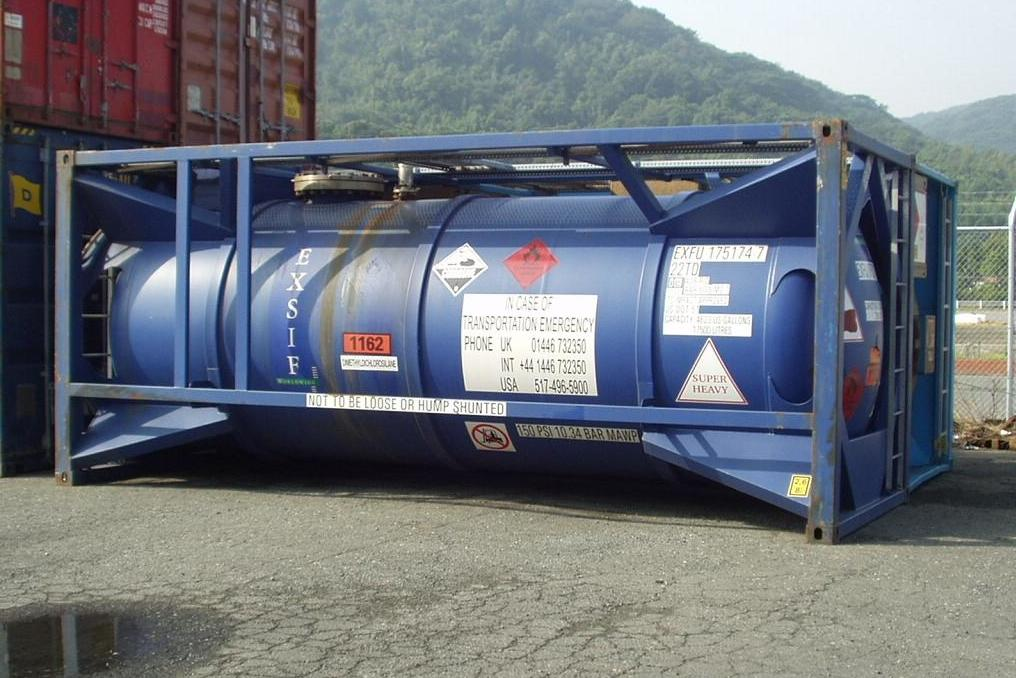
装有二甲基二氯硅烷的容器，摄于日本

二甲基二氯硅烷的最主要用途是合成其他的有机硅化合物，如聚硅烷、硅氧树脂等。二甲基二氯硅烷可以用作玻璃涂层，防止其吸附微粒。